# Fernando González Urízar
Fernando González-Urízar (Bulnes, Región de Ñuble, 30 de mayo de 1922 - Santiago, Región Metropolitana de Santiago, 20 de julio de 2003) es un conocido poeta chileno. Su nombre y obras, traducidas a más de quince idiomas, figuran en numerosas revistas literarias y antologías poéticas, ensayos y monografías sobre lírica chilena y poesía.

## Biografía
Nacido en Bulnes, realizó sus estudios de Humanidades en los Padres Escolapios y en el Instituto Luis Campino de Santiago. Cursó estudios de Arquitectura y Derecho pero sin terminar estas carreras ingresó al Servicio de Impuestos Internos, en 1949, donde permanece hasta su jubilación en 1977.
Durante los años 1961 y 1962, presidió la Asociación Chilena de Escritores. Viajó por toda América Latina, Estados Unidos, Europa, Asia y Oriente Medio. En 1967, estuvo como poeta residente en la Universidad de California en Los Ángeles.
Impulsor de muchas instituciones literarias, ejerció hasta 1983 de vicepresidente de la Sociedad de Escritores de Chile (SECH), y presidente de honor del Ateneo de Santiago, donde ocupó la presidencia durante varios períodos hasta 1989.
En 1978 fue designado Miembro de Número de la Academia Chilena de la Lengua, de la que fue Censor, y Miembro Correspondiente de la Real Academia Española.

## Premios y críticas
- En 1947, obtuvo el Primer Premio de Poesía de la Federación de Estudiantes de Chile.
- En 1952, el Premio de Teatro Nacional para Autores No Estrenados.
- En 1956, el Primer Premio de Poesía de la Unión de Escritores Americanos.
- En 1958, recibe el Premio Municipal de Poesía de la Ciudad de Santiago por La Eternidad Esquiva. Repite premio en 1977, 1978 y 1982 por Nudo ciego, Domingo de pájaros y Sabiduría de la luz.
- En 1960, fue distinguido en el Primer Certamen de la Casa de las Américas de La Habana (Cuba).
- En 1962, recibe el premio Pedro de Oña por su libro Las nubes y los años.
- En 1966, el Premio Jerónimo Lagos Lisboa por su libro Los sueños terrestres.
- En 1970, el Instituto de Cultura Hispánica de Madrid, otorgó a su libro Los signos del cielo, el Premio Internacional de *Poesía Leopoldo Panero, convirtiéndolo en el único chileno que lo ha obtenido.
- En 1977, Premio Academia Chilena de la Lengua en 1977 por su libro Nudo ciego.
- En 1979 recibió el Premio Martin Buber en reconocimiento a su aporte lírico al pueblo de Israel.
- En 1982, en Concepción, el poeta Tulio Mendoza Belio, funda el Taller Literario “Fernando González-Urízar”, como un homenaje en vida al poeta.
- En abril de 1995, recibe la Medalla al Mérito Literario de la Municipalidad de Santiago y la Fundación Premio Nobel "Gabriela Mistral"
- En junio de 1995 es nombrado Hijo Ilustre de las ciudades de Bulnes y Chillán.
- En 2002, Premio Regional “Baldomero Lillo” de Artes Literarias, otorgado por el Gobierno Regional del Bío-Bío y el Consejo Regional de la Cultura y las Artes.
- En 2008, en Concepción, el poeta Tulio Mendoza Belio funda el Centro Cultural Fernando González-Urízar.

Aunque nunca obtuvo el Premio Nacional de Literatura de Chile, otros Premios Nacionales de Chile han honrado su obra: Pablo Neruda, Juvencio Valle, Hernán del Solar, Ángel Cruchaga Santa María, Miguel Arteche o Alfonso Calderón entre otros.

## Obras
- La soledad ardiente, 1953.
- La eternidad esquiva, 1957.
- Las nubes y los años, 1960.
- Los sueños terrestres, 1965.
- Israel, Israel, 1970.
- Los signos del cielo, 1971.
- Nudo ciego, 1975.
- Domingo de pájaros, 1977.
- Al sur del ayer, 1978.
- Tañedor de lluvias, 1978.
- La copa negra, 1979.
- Sabiduría de la luz, 1981.
- Musgo de soledad, 1982.
- Memoria y deseo, 1983.
- Escritura secreta, 1985.
- Árbol de batallas, 1986.
- Albalá del azul marchito, 1987.
- Ruiseñor de la luna, 1988.
- Viola D'Amore, 1990.
- Saber del corazón, 1992.
- Oficio de tinieblas, 1994.
- Tientos del ser, Antología, 1995.
- Anima Viva, 1998
- Poemas teologales, 1998
- Del amor sin fin, 2000
- La copa negra, 2002
- Pasión de los signos, 2003 (póstumo)
- Palabra de poeta, CD, poemas en la voz del autor (2006)